# Kawa monsunowa

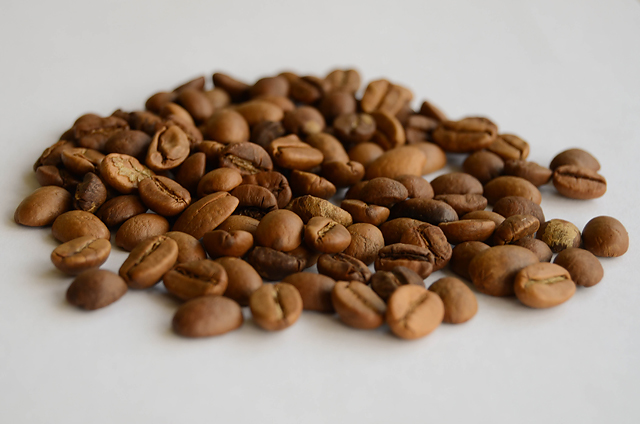
Garść kawy monsunowej

Kawa monsunowa (ang. monsooned coffe) – zbiorcza nazwa gatunków kawy pochodzących z południowych części Indii (Wybrzeże Malabarskie i Mysore).

## Historia
Charakterystyczne właściwości tych gatunków kształtowane są w wyniku oddziaływania wilgotnych wiatrów oraz deszczów monsunowych obficie nawiedzających te rejony. Wywołują one reakcje prowadzące do zżółknięcia ziarna, obniżenia jego kwasowatości oraz powstanie mdłego, syropowatego posmaku, zbliżonego do starej kawy. Smak taki znany był w Europie w dobie żaglowców, kiedy to importowane z Indii surowe ziarno narażone było na długotrwałe (kilka miesięcy) zaleganie na pokładach statków w wysokiej temperaturze i znacznej wilgotności, co wpływało na smak i wygląd ostatecznego naparu. Przyzwyczajenie do takiego smaku wśród Europejczyków spowodowało, że część z nich wolała taki smak w czasach, kiedy transport ziarna znacząco przyspieszył i docierało ono do Europy już świeże. Producenci wyszli naprzeciw tej potrzebie rynkowej wprowadzając proces monsunowania (postarzania) kawy.
Do kaw monsunowych należą zatem ziarna zbierane na południu Indii podczas monsunów oraz ziarna otrzymywane z niemytej kawy wystawione na proces monsunowania, podczas którego, w wyniku oddziaływania monsunowego klimatu, wchłaniają wilgoć, pęcznieją oraz zmieniają wybarwienie z zielonego na złoto-jasnobrązowe. W przypadku kaw innych niż monsunowe stanowi to wadę dyskwalifikującą produkt.

## Kategoryzacja
Kawy monsunowe klasyfikowane są w dwóch kategoriach:
- monsooned Malabar AA,
- monsooned bazanically[1].